# Nalepellidae
Nalepellidae är en familj av spindeldjur. Nalepellidae ingår i ordningen kvalster, klassen spindeldjur, fylumet leddjur och riket djur.